# Humber

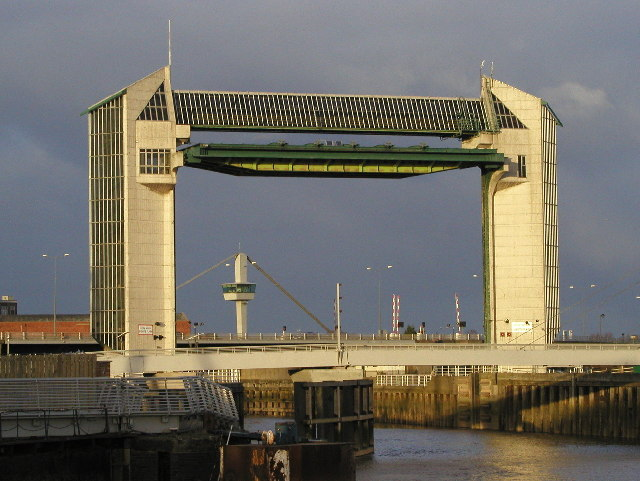
Barriere per la marea del fiume Hull all'estuario dell'Humber.

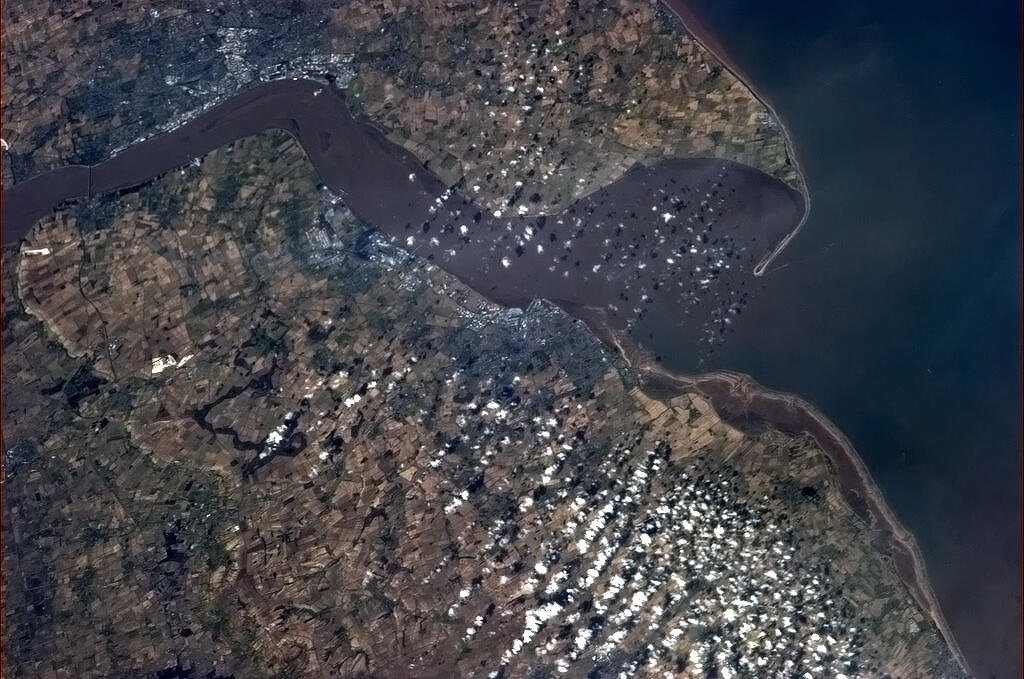
L'Humber visto dalla Stazione spaziale internazionale

L'Humber è un ampio estuario sul Mare del Nord, che forma parte del confine tra nord e sud dell'Inghilterra. Vi si trovano i porti di Hull, Grimsby, Immingham e New Holland.

## Geografia
L'estuario è formato dall'unione dei fiumi Trent e Ouse. In alcuni tratti è largo 12 km e profondo 30 m, quindi è l'estuario più grande del Regno Unito e come traffico di merci il secondo solo dopo quello del Tamigi.

## Storia
L'estuario dell'Humber ha da sempre rappresentato un confine naturale tra il nord e il sud dell'Inghilterra. Nella Britannia postromana era il confine tra le regioni di Loegria e Cambria. Nel periodo dell'Eptarchia anglosassone segnò il confine tra il Regno di Northumbria a nord e quelli di Mercia e Lindsey a sud.
Dal 1974 al 1996 le aree conosciute come East Riding of Yorkshire, North Lincolnshire e North East Lincolnshire hanno costituito l'Humberside.
Nel 1981 è stato inaugurato l'Humber Bridge, un ponte sospeso con la campata principale lunga 1.410 m. È l'ottavo al mondo tra i ponti sospesi per lunghezza della campata principale.

## Leggenda
Goffredo di Monmouth, nella sua Historia Regum Britanniae, popolarizzò la leggenda secondo cui l'estuario prenderebbe il nome da Humber l'Unno, un eroe che invase la Scozia nel XII secolo a.C., e che morì annegando nelle acque dell'Humber.